# Poblat ibèric del Clascar
El poblat ibèric del Clascar és un assentament iber establert a la muntanya del Clascar, de 643 m, a Malla, a la comarca d'Osona, inclòs a l'Inventari del Patrimoni Arqueològic i Paleontològic de Catalunya.
La seva importància com a jaciment queda reflectida en la quantitat de materials de superfície trobats tant al cim com als vessants de l'assentament.
Sembla que es tracta d'un assentament sense fortificar, del qual no es coneixen les estructures. Segons les excavacions fetes a l'àrea de l'església, aquest material és datable des del segle IV fins al segle i aC. No sembla que tingui continuïtat en època romana. Està relacionat amb la possible necròpolis de l'àrea de l'actual església de Sant Vicenç.